# Trichodactylus petroplitanus
Trichodactylus petroplitanus is een krabbensoort uit de familie van de Trichodactylidae.